# Thomas Meißner
Thomas Meißner (Schweinfurt, 26 marzo 1991) è un calciatore tedesco, difensore del Schweinfurt 05.

## Palmarès
- Fußball-Regionalliga: 1

Schweinfurt 05: 2024-2025 (Baviera)